# Święty Bonet
Święty Bonet, Bonitus (ur. ok. 623 w Owernii, zm. 12 stycznia ok. 706 w Lyonie) – święty katolicki, biskup.
Bonet był bratem Awita II, biskupa Clermont-Ferrand. Zdobył wykształcenie z gramatyki, retoryki i prawa rzymskiego. Początkowo był dworzaninem Sigeberta III, a później referendarzem i strażnikiem pieczęci. Przyjął sakrę po bracie i na jego życzenie. Po zasięgnięciu opinii eremity Tillona ustąpił z urzędu i wyjechał do opactwa w Manglieu. W czasie odbytej pielgrzymki do Rzymu wykupywał niewolników i pojednywał zwaśnionych, a po powrocie osiadł w Lyonie.
Jego wspomnienie w Kościele katolickim obchodzone jest w dzienną rocznicę śmierci.